# Штайнмайер, Франк-Вальтер
Франк-Ва́льтер Штайнма́йер (нем. Frank-Walter Steinmeier; род. 5 января 1956[…], Детмольд, ФРГ) — немецкий государственный и политический деятель, действующий Федеральный президент Германии с 19 марта 2017 года.
В прошлом — министр иностранных дел Германии (2005—2009 и 2013—2017), вице-канцлер Германии (2007—2009), член Социал-демократической партии Германии с 1975 года.

## Биография

### Ранние годы
Франк-Вальтер Штайнмайер родился в 1956 году в Детмольде в рабочей семье. Его отец Вальтер Штайнмайер (1928—2012) был столяром, а мать Урсула Брой (род. 1929) работала на фабрике. В 1974 году по окончании гимназии он был призван на военную службу в бундесвер.
В 1975 году вступил в Социал-демократическую партию Германии.

### Политическая карьера
В 1976 году Штайнмайер поступил в университет имени Юстуса Либиха в Гиссене, где до 1982 года изучал юридические, а затем политические науки. В 1986 году защитил докторскую диссертацию на тему «Правовое положение бездомных». С 1986 по 1991 год работал научным сотрудником на факультете общественного права и политологии в Гиссенском университете. В 1991 году был юрисконсультом по информационному праву и политике в отношении средств массовой информации в госканцелярии Нижней Саксонии. С 1993 по 1994 год руководил личным бюро премьер-министра Нижней Саксонии Герхарда Шрёдера. С 1994 по 1996 год возглавлял отдел политических директив, межведомственной координации и планирования, а с 1996 по 1998 год был статс-секретарём госканцелярии Нижней Саксонии.
С ноября 1998 года по июль 1999 года Штайнмайер занимал должность статс-секретаря федерального правительства, уполномоченного по координации деятельности спецслужб, а с июля 1999 года до ноября 2005 года — руководителя ведомства федерального канцлера.

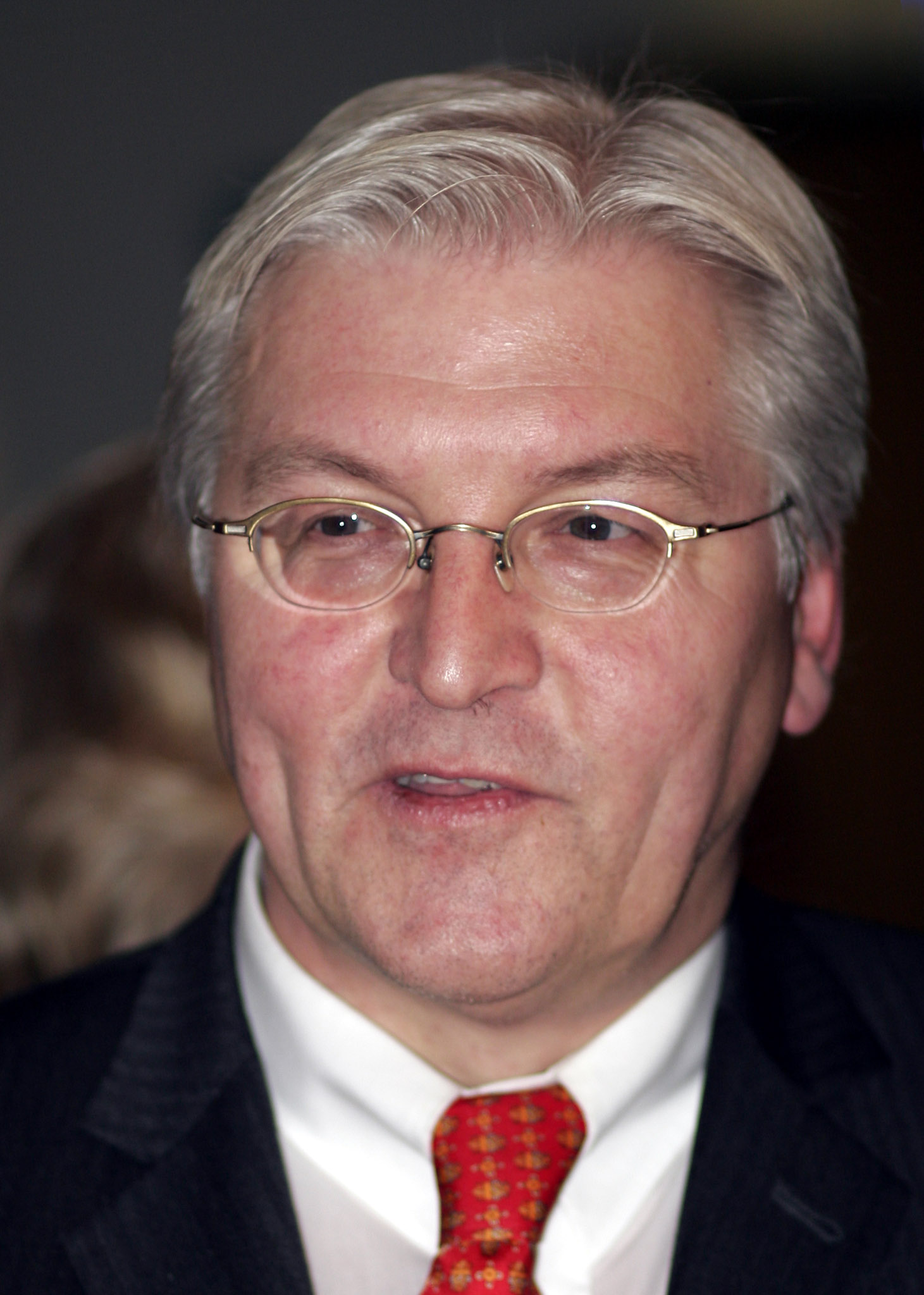
Штайнмайер в 2008 году

В 2005 года получил должность министра иностранных дел Германии в коалиционном правительстве ХДС/ХСС-СДПГ, а с 2007 года — вице-канцлера Германии, заменив на этом посту Франца Мюнтеферинга. В первой половине 2007 года Штайнмайер занимал должность председателя Совета Евросоюза. С октября 2007 года также занимал пост заместителя председателя СДПГ. До своего назначения одним из вице-председателей Социал-демократической партии (СДПГ) в октябре 2007 года Штайнмайер никогда не занимал постов в СДПГ. 7 сентября 2008 года, после отставки председателя СДПГ Курта Бека, до чрезвычайного съезда Штайнмайер возглавил партию.
В 2008 году Штайнмайером был предложен трёхэтапный план урегулирования грузино-абхазского конфликта, который предполагал возвращение беженцев, восстановление Абхазии на деньги Грузии и в будущем — определение политического статуса Абхазии, однако обе стороны этот документ отвергли. В августе 2008 года конфликт Грузии с Абхазией и Южной Осетией перерос в полномасштабные боевые действия. Штайнмайер участвовал в мирном урегулировании конфликта, вёл переговоры между Грузией и Россией и призывал к немедленному прекращению огня и началу диалога. Штайнмайер поддержал французскую инициативу мирного плана и заявил о том, что до прекращения огня искать виновника конфликта бессмысленно. Затем он неоднократно заявлял, что Россия не выполняет договорённостей о выводе войск с грузинской территории.
8 сентября 2008 года Франк-Вальтер Штайнмайер был выдвинут в качестве кандидата от СДПГ на пост федерального канцлера Германии в 2009 году. При этом сам Штайнмайер опровергал эти предположения, заявляя, что поддержит кандидатуру председателя СДПГ Курта Бека. Тем не менее, 7 сентября 2008 года на съезде СДПГ Бек был отправлен в отставку, а Штайнмайер был назначен временным председателем партии и выдвинут в кандидаты на пост канцлера Германии, выборы которого были назначены на сентябрь 2009 года.

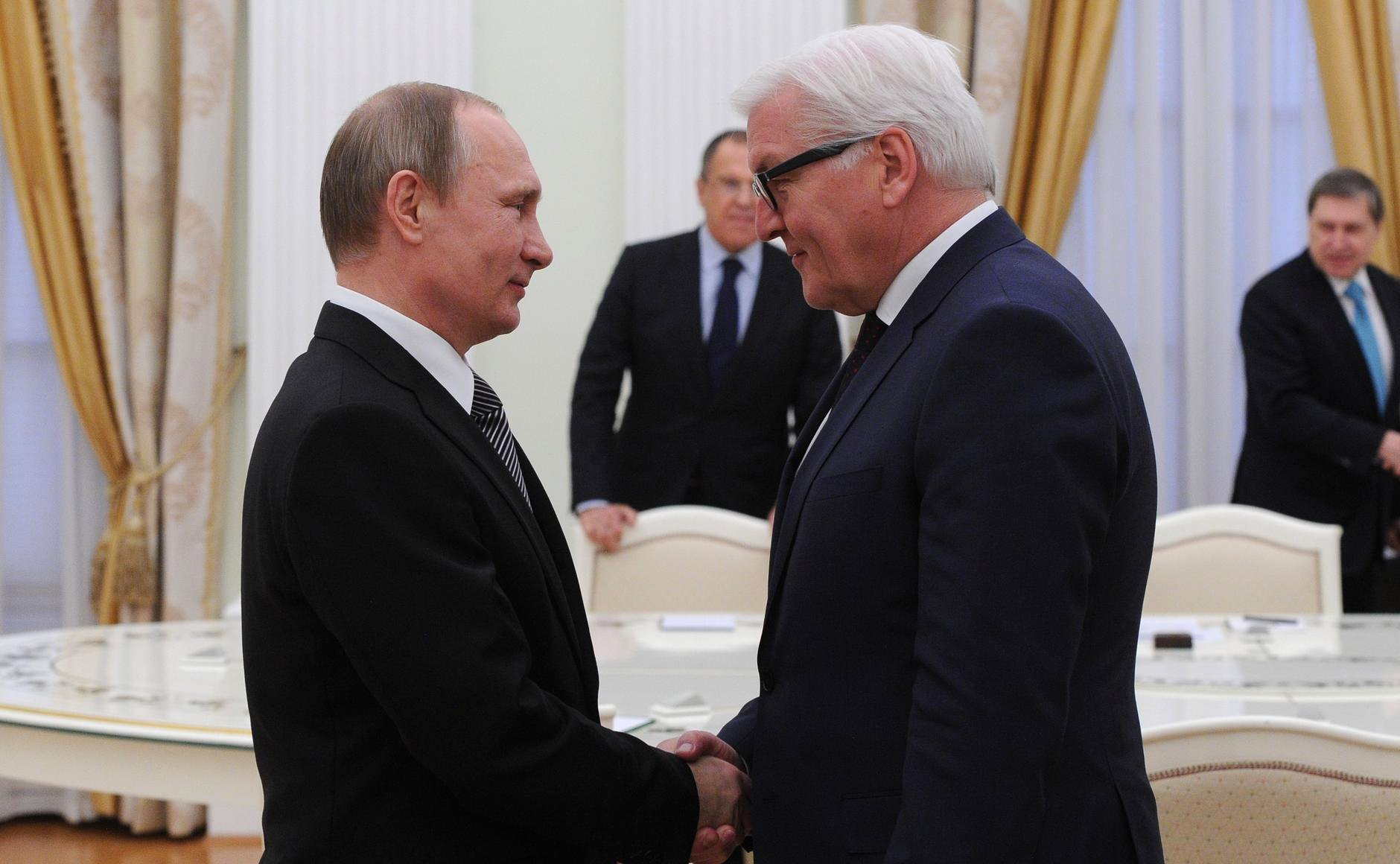
С Президентом России Владимиром Путиным. Москва, Кремль, 23 марта 2016 года

27 сентября 2009 года состоялись выборы в бундестаг, в результате которых СДПГ потерпела сокрушительное поражение, получив лишь 23 процента голосов избирателей. В связи с этим вместо «большой коалиции» с участием ХДС и СДПГ была сформирована коалиция ХДС с СвДП, а СДПГ вышла из правительства. Поражение партии на выборах отразилось и на руководстве СДПГ: неделю спустя на специальном заседании пленума партии были выдвинуты новые кандидатуры на руководящие посты. Кандидатура члена руководства СДПГ Андреа Налес была выдвинута на пост генерального секретаря и утверждена на общем собрании партии, которое состоялось в Дрездене 13 ноября 2009 года. В связи с этим Штайнмайер покинул пост генерального секретаря партии. Вскоре после этого он стал лидером парламентской фракции СДПГ в бундестаге.
Внутри страны в течение всего срока его полномочий он был единственным крупным политиком, рейтинг одобрения которого неизменно был на уровне или даже выше чем у канцлера Ангелы Меркель. 24 октября 2009 года блок ХДС и СвДП во главе с Гидо Вестервелле объявили о создании правоцентристской коалиции. Согласно коалиционному соглашению, тот занял пост вице-канцлера и министра иностранных дел вместо Штайнмайера.
Будучи лидером парламентской оппозиции, Штайнмайер регулярно обвинял правительство Меркель в увеличении государственного долга и потворстве богатым. В 2011 году Штайнмайер утверждал, что решение Меркель назначить своего советника по экономике Йенса Вайдмана следующим главой Бундесбанка подорвало политическую независимость и общественное доверие к немецкому центральному банку.
В конце 2012 года Штайнмайер снова был рассмотрен в качестве возможного кандидата в канцлеры на всеобщих выборах 2013 года, но снялся с конкурса.
После выборов в декабре 2013 года и формирования нового правительства большой коалиции Штайнмайер был назначен вновь министром иностранных дел.
21 февраля 2014 года Штайнмайер выступил одним из гарантов при подписании Соглашения об урегулировании политического кризиса на Украине между президентом Украины Виктором Януковичем и лидерами оппозиции.
С 1 января 2016 года по 1 января 2017 года — председатель ОБСЕ.

### Президенство
14 ноября 2016 года Христианско-демократический союз Германии поддержал выдвижение Штайнмайера в качестве кандидата на пост президента Германии на выборах 12 февраля 2017 года, в связи с чем он был освобождён от должности министра иностранных дел 27 января 2017 года.
12 февраля 2017 года выиграл президентские выборы и стал избранным Федеральным президентом ФРГ. Вступление в должность Федерального президента состоялось 19 марта 2017 года.
13 февраля 2022 года был переизбран на должность федерального президента, в поддержку политика были отданы 1045 из 1425 возможных голосов Федерального собрания, 86 членов воздержались. Кандидатуру поддержали входящие в правительственную коалицию Социал-демократическая партия Германии, Союз 90/«зелёные» и Свободная демократическая партия, а также блок ХДС/ХСС.
От имени ФРГ в годовщину 1 августа 2024 года, он выразил соболезнование выжившим в Варшавском восстании Второй мировой войны . Он сказал, что в Берлине планируется воздвигнуть памятник польским жертвам нацистской Германии .

### Отношение к войне в Украине
Вскоре после вторжения России на Украину в 2022 году, Штайнмайер выразил сожаление по поводу своей прежней позиции в отношении России, заявив, что его многолетняя поддержка газопровода «Северный поток-2» была ошибкой. В апреле 2022 года он призвал к созданию трибунала по военным преступлениям против президента России, Владимира Путина и министра иностранных дел России Сергея Лаврова.
В апреле 2022 года Штайнмайер отказался посетить Киев, признав, что его не будут приветствовать в Украине, что было расценено как серьезное пренебрежение к одному из самых высокопоставленных политиков Германии. В то время немецкие новостные СМИ цитировали украинских чиновников, которые заявили, что президент Украины Владимир Зеленский откажется встречаться со Штайнмайером, если он не приедет в Киев. Украина ранее критиковала Штайнмайера за его связи с Россией и его роль в укреплении германо-российских отношений.
25 октября того же года Штайнмайер совершил официальный визит в Украину после того, как запланированный визит на 20 октября был отменен по соображениям безопасности из-за волны атак крылатых ракет и беспилотников по всей Украине. По возвращении в Берлин 28 октября он подробно рассказал о своем опыте пребывания на Украине и начал с ярких описаний ужасов войны, отметив, что война вызвала «самый глубокий кризис», который когда-либо видела объединенная Германия.

29 ноября 2022 года Штайнмайер снова дал интервью на эту тему журналисту Deutsche Welle в своей официальной резиденции.  Высказав мнение, что пока рано говорить о гарантиях безопасности для Украины, он осудил недавние нападения России на мирных жителей и на поставки газа и электроэнергии на Украину, заявив: 

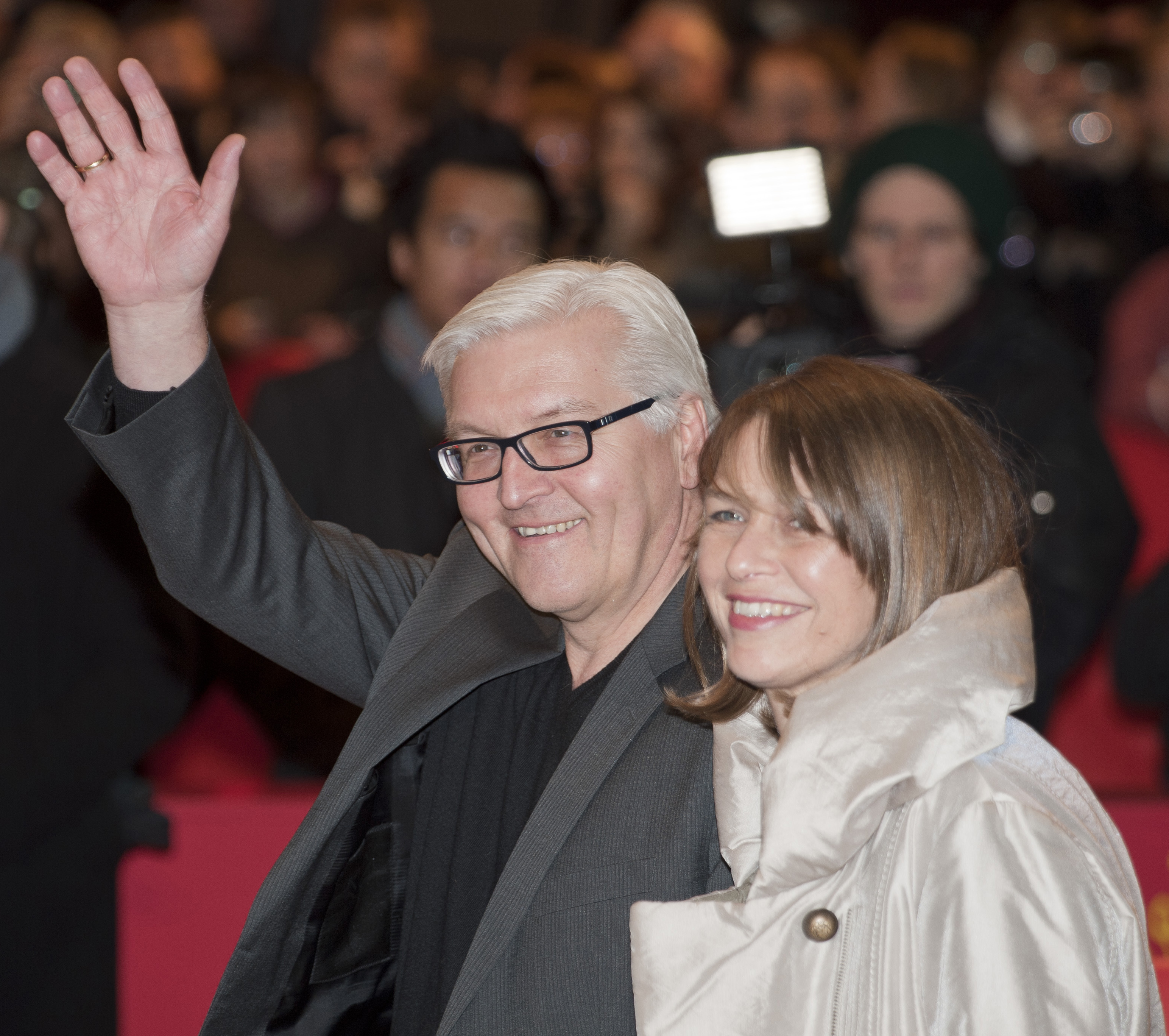
C супругой Эльке Бюденбендер на премьере фильма «Железная хватка» на Берлинском кинофестивале, 2011 год

Прекращение огня сейчас означало бы, что Россия сохранит оккупированные ею территории. Также безрассудно предлагать прекращение огня сейчас, поскольку установление прекращения огня в данный момент времени по сути означало бы потворство всей несправедливости, которая уже имела место.

## Семья
Штайнмайер женат, его супруга — судья по административным делам Эльке Бюденбендер (род. 1962). У пары есть дочь, 1994 года рождения. Штайнмайер вместе с семьёй проживает в одном из наиболее престижных районов Берлина — Целендорфе.
Несколько раз в году он навещает брата Дирка Штайнмайера, который живёт в Детмольде.
В 2010 году Эльке Бюденбендер перенесла операцию по пересадке почки, донором которой стал её муж. В связи с этим Штайнмайер был вынужден временно уйти с политической арены. В октябре 2010 года он вернулся к активной политической деятельности.

## Награды
| Страна            | Дата вручения                    | Награда                                                                    | Награда                                                                    | Литеры  |
| ----------------- | -------------------------------- | -------------------------------------------------------------------------- | -------------------------------------------------------------------------- | ------- |
| Болгария          | 21 марта 2007 —                  | Кавалер ордена «Стара-планина» 1 степени                                   | Кавалер ордена «Стара-планина» 1 степени                                   |         |
| Норвегия          | 15 октября 2007 —                | Кавалер Большого креста ордена Заслуг                                      | Кавалер Большого креста ордена Заслуг                                      |         |
| Португалия        | 2 марта 2009 —                   | Кавалер Большого креста ордена Заслуг                                      | Кавалер Большого креста ордена Заслуг                                      | GCM     |
| Австрия           | 23 апреля 2016 —                 | Кавалер Большой Почётной звезды «За заслуги перед Австрийской Республикой» | Кавалер Большой Почётной звезды «За заслуги перед Австрийской Республикой» |         |
| Франция           | 26 января 2017 —                 | Гранд-офицер ордена Почётного легиона                                      | Гранд-офицер ордена Почётного легиона                                      |         |
| Словакия          | 17 ноября 2017 —                 | Кавалер ордена Двойного белого креста 1 степени                            | Кавалер ордена Двойного белого креста 1 степени                            |         |
| Финляндия         | 17 февраля 2018 —                | Командор Большого креста на цепи ордена Белой розы Финляндии               | Командор Большого креста на цепи ордена Белой розы Финляндии               |         |
| Португалия        | 1 марта 2018 —                   | Кавалер Большой цепи ордена Инфанта дона Энрике                            | Кавалер Большой цепи ордена Инфанта дона Энрике                            | GColIH  |
| Эквадор           | 13 февраля 2019 —                | Кавалер цепи Национального ордена Заслуг                                   | Кавалер цепи Национального ордена Заслуг                                   |         |
| Латвия            | 19 февраля 2019 —                | Кавалер Большого креста на цепи ордена Трёх звёзд                          | Кавалер Большого креста на цепи ордена Трёх звёзд                          |         |
| Исландия          | 12 июня 2019 —                   | Кавалер Большого креста на цепи ордена Исландского сокола                  | Кавалер Большого креста на цепи ордена Исландского сокола                  |         |
| Италия            | 17 сентября 2019 —               | Кавалер Большого креста декорированного лентой                             | ордена «За заслуги перед Итальянской Республикой»                          |         |
| Италия            | 21 марта 2006 — 17 сентября 2019 | Кавалер Большого креста                                                    | ордена «За заслуги перед Итальянской Республикой»                          |         |
| Мальтийский орден | 21 октября 2019 —                | Кавалер цепи ордена Заслуг pro Merito Melitensi                            | Кавалер цепи ордена Заслуг pro Merito Melitensi                            |         |
| Нидерланды        | 5 июля 2021 —                    | Кавалер Большого креста ордена Нидерландского льва                         | Кавалер Большого креста ордена Нидерландского льва                         |         |
| Швеция            | 7 сентября 2021 —                | Рыцарь ордена Серафимов                                                    | Рыцарь ордена Серафимов                                                    | RSerifO |
| Словения          | 13 октября 2021 —                | Кавалер ордена «За исключительные заслуги»                                 | Кавалер ордена «За исключительные заслуги»                                 |         |
| Дания             | 10 ноября 2021 —                 | Рыцарь ордена Слона                                                        | Рыцарь ордена Слона                                                        | R.E.    |
| Испания           | 11 октября 2022 —                | Кавалер орденской цепи Изабеллы Католической                               | Кавалер орденской цепи Изабеллы Католической                               |         |
| Великобритания    | 29 марта 2023 —                  | Почётный рыцарь Большого креста Достопочтенейшего ордена Бани              | Почётный рыцарь Большого креста Достопочтенейшего ордена Бани              | GCB     |
| Румыния           | 24 мая 2023 —                    | Кавалер цепи ордена Звезды Румынии                                         | Кавалер цепи ордена Звезды Румынии                                         |         |
| Люксембург        | 10 июля 2023 —                   | Кавалер ордена Золотого льва Нассау                                        | Кавалер ордена Золотого льва Нассау                                        |         |
| Литва             | 4 июля 2025 —                    | Орден Витаутаса Великого с золотой цепью                                   | Орден Витаутаса Великого с золотой цепью                                   |         |

- Почётный доктор Уральского федерального университета
- Почётный доктор Афинского национального университета имени Каподистрии (2018)[19]